# Johann Jakob Brucker
Johann Jakob Brucker, född den 22 januari 1696 i Augsburg, död där den 26 november 1770, var en tysk filosof.
Brucker, som var lärjunge till Johann Franz Buddeus, skrev den äldsta tyska samlade framställningen av filosofins historia, Historia critica philosophiæ (5 band, 1742–1774).